# 島松寿町
島松寿町（しままつことぶきちょう）は北海道恵庭市の地名。郵便番号は061-1355。人口は2,086人、世帯数は1,045世帯。

## 地理
島松寿町はJR千歳線島松駅の西側に位置している地域で、北海道道46号江別恵庭線が縦断している。

## 歴史

### 沿革
- 1963年（昭和38年）3月8日 - 島松町から島松寿町に町名変更[4][5]。
- 1966年（昭和41年）- 島松町の一部を編入[4]。
- 2000年（平成12年）10月2日- 島松寿町1丁目の一部を町名地番変更[6]。
- 2021年（令和3年）10月2日 - 西島松の一部を島松寿町1丁目に編入[6]。

### 町名の変遷
町名の変遷は以下の通り。
| 実施内容 | 実施年月日   | 実施前 | 実施後   |
| -------- | ------------ | ------ | -------- |
| 町名変更 | 1963年3月8日 | 島松町 | 島松寿町 |

## 人口と世帯数
2023年9月30日現在の人口と世帯数は以下の通り。
| 町・丁        | 人口    | 世帯      |
| ------------- | ------- | --------- |
| 島松寿町1丁目 | 1,043人 | 508世帯   |
| 島松寿町2丁目 | 1,043人 | 537世帯   |
| 計            | 2,086人 | 1,045世帯 |

### 人口の変遷
国勢調査による人口数の推移。
| 1995年（平成7年）  | 1,792人 | [ 7 ]  |  |
| 2000年（平成12年） | 1,668人 | [ 8 ]  |  |
| 2005年（平成17年） | 1,700人 | [ 9 ]  |  |
| 2010年（平成22年） | 1,683人 | [ 10 ] |  |
| 2015年（平成27年） | 1,612人 | [ 11 ] |  |
| 2020年（令和2年）  | 1,621人 | [ 12 ] |  |

### 世帯数の変遷
国勢調査による世帯数の推移。
| 1995年（平成7年）  | 666世帯 | [ 7 ]  |  |
| 2000年（平成12年） | 676世帯 | [ 8 ]  |  |
| 2005年（平成17年） | 713世帯 | [ 9 ]  |  |
| 2010年（平成22年） | 732世帯 | [ 10 ] |  |
| 2015年（平成27年） | 737世帯 | [ 11 ] |  |
| 2020年（令和2年）  | 738世帯 | [ 12 ] |  |

## 小・中学校の通学区
小・中学校の通学区は以下の通り。
| 町・丁   | 街区 | 小学校             | 中学校             |
| -------- | ---- | ------------------ | ------------------ |
| 島松寿町 | 全域 | 恵庭市立島松小学校 | 恵庭市立恵北中学校 |

## 交通

### 鉄道
- 最寄りはJR千歳線島松駅。

### バス
- えにわコミュニティバス（ecoバス）
  - 「島松寿町2丁目」・「島松寿町1丁目」・「寿団地」・「島松寿町南」停留所がある[14]。

### 道路
- 一般道道
  - 北海道道46号江別恵庭線[15]
- 都市計画道路
  - 3・3・106 島松大通[15]
  - 3・4・121 寿通[15]
  - 3・5・119 西島松通[15]
  - 3・5・122 寿中通[15]

## 施設
文化
- 寿町会館（島松寿町2丁目）

公園
- しままつ公園（島松寿町1丁目）
- わらべ公園（島松寿町2丁目）
- はまなす公園（島松寿町2丁目）
- みなみ公園（島松寿町2丁目）

宗教
- 清隆寺 恵庭別院（島松寿町2丁目）

産業・商業
- スーパーセンタートライアル 恵庭島松店（島松寿町1丁目）
- セイコーマート 恵庭島松店（島松寿町1丁目）
- ローソン 恵庭島松店（島松寿町2丁目）

集合住宅
- 寿第1団地（島松寿町2丁目）
- 寿第2団地（島松寿町2丁目）